# Застынчану, Сергей Владимирович
Серге́й Влади́мирович Застынча́ну (рум. Sergiu Zastânceanu, род. 1979, Фалешты, Молдавская ССР, СССР) — российский серийный убийца и грабитель, действовавший в Москве, гражданин Молдовы. Известен как «Коптевский маньяк».

## Биография
Родился в 1979 году в Молдавии. Вырос в маленьком городке Фалешты, где окончил школу. В 1996 году вынужден был уехать в Россию на заработки, работал строителем.
10 июня 2004 года в квартире жилого дома в московском районе Коптево ударом кухонного ножа убил 70-летнюю женщину и её сестру. Спустя месяц, в квартире жилого дома на Хорошёвском шоссе совершил ещё одно убийство, жертвой преступника стала 69-летняя женщина. Злоумышленник забрал в первом случае примерно 7,5 тысяч, во втором — 1,5 тысячи рублей. Почти все ценные вещи оказались нетронуты, но позже было установлено, что убийца приходил только ради денег. Через три месяца преступник на юго-западе Москвы убил 67-летнюю одинокую женщину в её квартире. В ходе следствия выяснилось, что в квартире недавно был завершён ремонт. Соседи убитой сообщили, что работал молодой человек — гастарбайтер из Молдавии. Работавшие с ним строители назвали его адрес.
Преступника задержали по горячим следам. При обыске у него нашли 60 тысяч рублей и золотые украшения. Под тяжестью улик Застынчану признал свою вину. Судебно-психиатрическая экспертиза показала, что убийца в момент совершения преступлений был вменяем и отдавал отчёт в своих действиях. Застынчану потребовал, чтобы его дело рассматривалось с участием коллегии присяжных. Он был признан виновным в убийстве четырёх человек и разбойных нападениях. Присяжные сочли, что преступник не заслуживает снисхождения. 7 июня 2005 года Московский городской суд признал Сергея Застынчану виновным по статьям 105 (Убийство двух или более лиц) и 162 (Разбой) УК РФ и по совокупности преступлений назначил ему наказание в виде пожизненного лишения свободы с отбыванием наказания в исправительной колонии особого режима. Верховный Суд Российской Федерации оставил приговор предыдущей инстанции без изменений. Застынчану отбывает наказание в колонии «Полярная сова».
В 2018 году он подал иск против ФГУП «Почта России» о взыскании морального вреда, так как почта не доставила Застынчану вовремя письма в суд. Преступник требовал компенсацию размером в 21000 рублей. Иск был удовлетворён частично — Застынчану получил 200 рублей компенсации.